# Ar-Raschid (Abbaside)

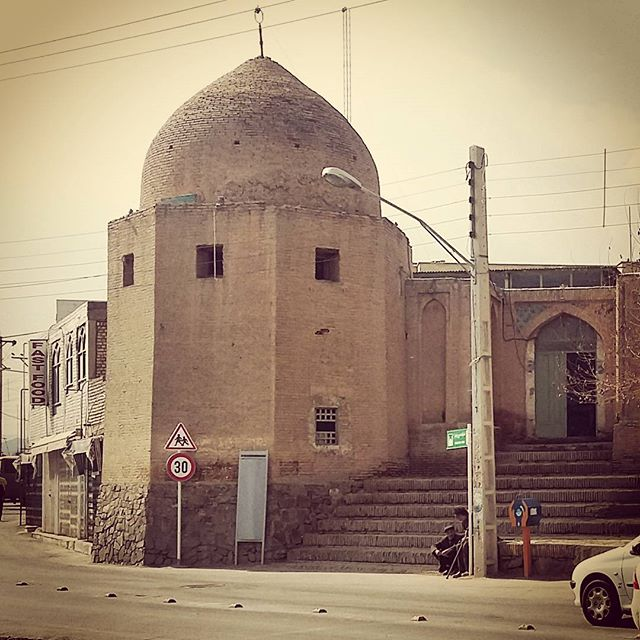

ar-Raschid Billah (arabisch أبو جعفر المنصور بن الفضل المسترشد الراشد بالله, DMG Abu Ǧaʿfar al-Manṣūr b. al-Faḍl al-Mustaršid ar-Rāšid bi-'llāh; † 1138 in Isfahan; auch al-Raschid) war der dreißigste Kalif der Abbasiden (1135–1136).
Abu Dscha'far al-Mansur ibn al-Fadl al-Mustarschid ar-Raschid bi-'llah trat 1135 die Nachfolge seines Vaters al-Mustarschid (1118–1135) in Bagdad an. Dieser Thronfolge stimmte allerdings Seldschukensultan Mas'ud ibn Muhammad in Persien nicht zu. Obwohl sich ar-Raschid mit den Beduinen im Irak verbündet hatte, konnte er 1136 von den Seldschuken geschlagen und abgesetzt werden. Als neuer Kalif wurde al-Muqtafi inthronisiert (1136–1160). Ar-Raschid versuchte in der Folgezeit vergeblich den Thron zurückzuerobern, wurde aber 1138 von einem Schiiten auf der Pol-e Schahrestan in Isfahan ermordet.
| Vorgänger      | Amt                           | Nachfolger |
| -------------- | ----------------------------- | ---------- |
| Al-Mustarschid | Kalif der Abbasiden 1135–1136 | Al-Muqtafi |

| Personendaten    | Personendaten                                                                      |
| ---------------- | ---------------------------------------------------------------------------------- |
| NAME             | ar-Raschid                                                                         |
| ALTERNATIVNAMEN  | Abu Dscha'far al-Mansur ibn al-Fadl al-Mustarschid ar-Raschid bi-'llah; al-Raschid |
| KURZBESCHREIBUNG | 30. Kalif der Abbasiden                                                            |
| GEBURTSDATUM     | 11. Jahrhundert oder 12. Jahrhundert                                               |
| STERBEDATUM      | 1138                                                                               |
| STERBEORT        | Isfahan                                                                            |